# Fry
Fry  var en brittisk formelbilstillverkare.
David Fry byggde bilar för formel 2. Företaget deltog endast i ett formel 1-lopp, i Storbritannien 1959.

## F1-säsonger
| Säsong | Tävlingsnamn | Bil    | Motor         | Poäng | Förare 1    |
| ------ | ------------ | ------ | ------------- | ----- | ----------- |
| 1959   | David Fry    | Fry F2 | Climax 1.5 L4 | 0     | Mike Parkes |